# Cyclocarcina floronoides
Espèce
Synonymes
- Nesticus floronoides komatsui Yaginuma, 1979
- Nesticus floronoides notoi Yaginuma, 1979
- Nesticus floronoides tatoro Yaginuma, 1979

Cyclocarcina floronoides est une espèce d'araignées aranéomorphes de la famille des Nesticidae.

## Distribution
Cette espèce est endémique du Japon.

## Liste des sous-espèces
Selon World Spider Catalog (version 24.5, 19/09/2023) :
- Cyclocarcina floronoides floronoides Kishida, 1942
- Cyclocarcina floronoides komatsui (Yaginuma, 1979)
- Cyclocarcina floronoides notoi (Yaginuma, 1979)
- Cyclocarcina floronoides tatoro (Yaginuma, 1979)

## Systématique et taxinomie
Cette espèce a été décrite par Kishida en 1942. Elle est placée dans le genre Nesticus par Yaginuma en 1960 puis dans le genre Cyclocarcina par Lehtinen et Saaristo en 1980.

## Publications originales
- Komatsu, 1942 : « 最勝洞産蜘蛛 (Spiders from Saisho-do caves). » Acta Arachnologica, vol. 7, no 2, p. 54-70.
- Yaginuma, 1979 : « A study of the Japanese species of nesticid spiders. » Faculty of Letters Revue, Otemon Gakuin University, vol. 13, p. 255-287.